# Kościół św. Wawrzyńca i św. Wincentego Pallottiego w Poznaniu

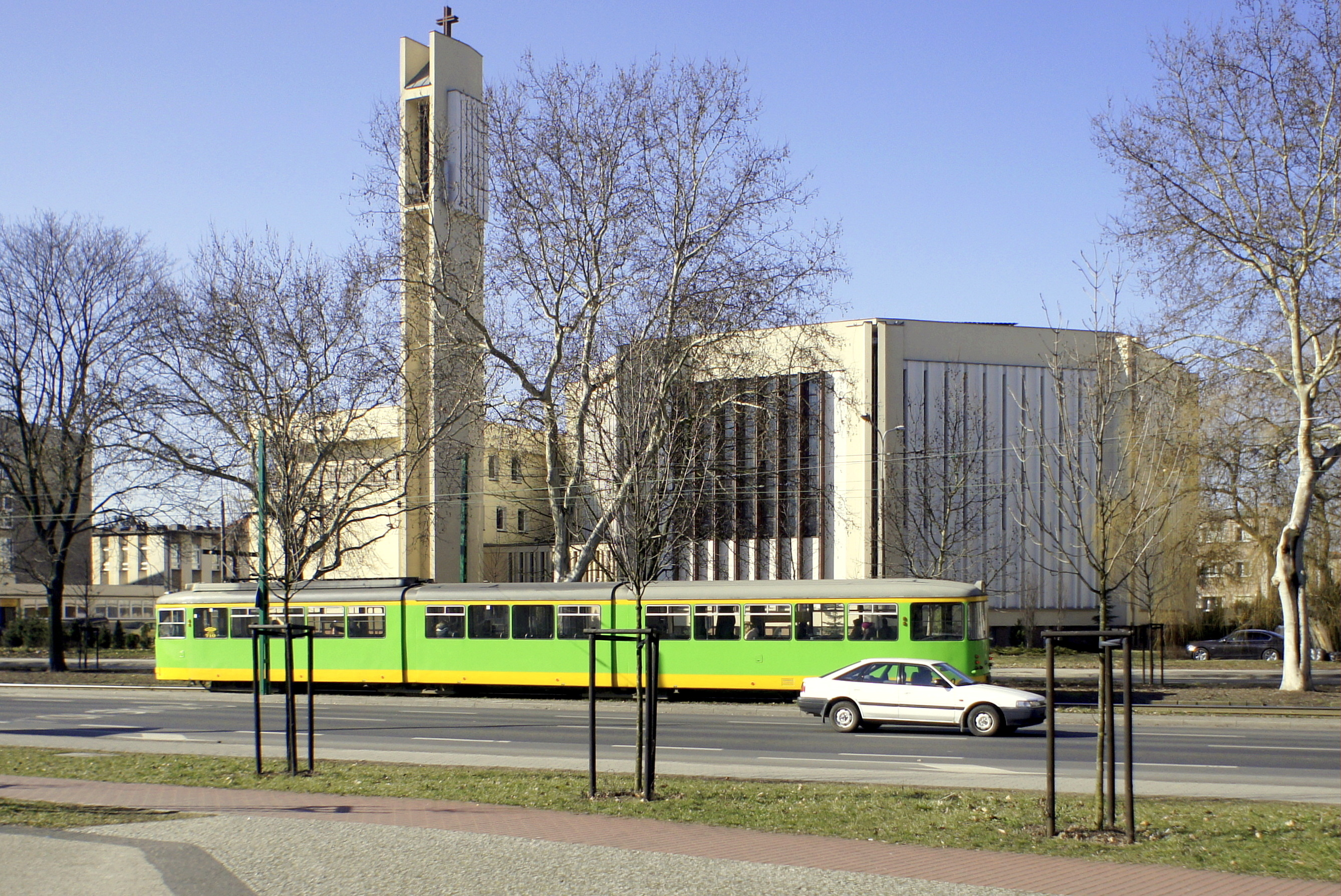
Widok od strony ul. Przybyszewskiego

Kościół św. Wawrzyńca i św. Wincentego Pallottiego znajduje się w Poznaniu na obszarze jednostki pomocniczej Osiedle Stary Grunwald na Grunwaldzie przy ul. Przybyszewskiego (wejście znajduje się od ul. Zbąszyńskiej).
Parafię św. Wawrzyńca powołano w 1947 roku. Powierzono ją już wówczas pod opiekę księży pallotynów. Początkowo jako kościół służył drewniany barak. Dzisiejszy kościół wraz z przyległym domem katechetycznym zbudowano według projektu Bolesława Szmidta w latach 1980–1985. W dniu 21 kwietnia 2007 apb. Stanisław Gądecki konsekrował kościół dodając jako drugiego patrona św. Wincentego Pallottiego.
Dwupoziomowa, jednonawowa świątynia zbudowana jest na planie ośmiokąta foremnego. Na zewnątrz kościoła, przy południowo-wschodnim boku umieszczono wolnostojącą dzwonnicę. Od południa, obok kościoła, zlokalizowano budynek wydawnictwa Pallottinum. Wejście do kościoła górnego znajduje się od strony zachodniej, zaś do kościoła dolnego i domu katechetycznego od południa.
Wewnątrz kościoła górnego, w części prezbiterialnej, przy wschodniej ścianie znajduje się odlany z brązu tryptyk projektu Teresy Stawujak. Jego część centralna przedstawia Świętą Rodzinę, prawe skrzydło św. Wincentego Pallottiego, zaś lewe św. Wawrzyńca. Powyżej tryptyku umieszczono duży witraż ukazujący Zesłanie Ducha Świętego projektu Zbigniewa Łoskota. Pod ścianami bocznymi rozlokowano rzeźby – stacje drogi krzyżowej dłuta Lucjana Rabskiego. Na zachodniej ścianie zlokalizowano emporę muzyczną.
W kościele dolnym, w centrum części prezbiterialnej znajduje się obraz Jezu ufam Tobie, po prawej obraz ukazujący św. Wincentego Pallotti zaś po lewej św. Faustynę Kowalską. Wyposażenia dopełniają stacje drogi krzyżowej oraz figura Matki Boskiej Fatimskiej koronowana w 2005 roku.